# Faculté de kinésithérapie de Pontevedra
Pour un article plus général, voir Campus de Pontevedra.
La Faculté de kinésithérapie de Pontevedra est une faculté espagnole fondée en 1993 à Pontevedra et basée sur le campus A Xunqueira.

## Histoire
L'introduction des études de kinésithérapie à Pontevedra a été autorisée en 1993 par le décret 192/1993, du 29 juillet, à l'article 20, qui les a intégrées à la Faculté des sciences sociales de la ville, nouvellement créée.
Cependant, la mise en place du cursus de kinésithérapie sur le campus universitaire de Pontevedra a finalement été effective en octobre 1995, lorsque les cours ont commencé à la Faculté des sciences sociales.
En 1998, le ministère régional de l'éducation a créé, par le décret 346/1998 du 20 novembre, dans son article 7, l'École universitaire de kinésithérapie de Pontevedra, séparant l'enseignement de la kinésithérapie de la Faculté des sciences sociales dans laquelle il était logé jusqu'alors. Les cours ont été provisoirement dispensés à l'École d'ingénieurs forestiers jusqu'en 2000, date à laquelle a été inauguré le nouveau bâtiment de la faculté conçu par l'architecte José Ramón Rúa Rodríguez sur le campus A Xunqueira, qui deviendra son siège définitif,.
En 2009, un nouveau cursus de licence a été approuvé et, en 2011, l'École universitaire de kinésithérapie est devenue la Faculté de kinésithérapie par le décret 14/2011 du 3 février, comme le stipule son deuxième article.

## Formations
La faculté de kinésithérapie de Pontevedra propose des formations en Licence et Master dans le domaine de la kinésithérapie.
- Licence en kinésithérapie (formation en 4 ans).

Comme études validant le deuxième cycle de l'enseignement supérieur, la faculté propose le master suivant:
- Master en exercice thérapeutique en kinésithérapie[7], pour lequel 20 places sont disponibles[8],[9].

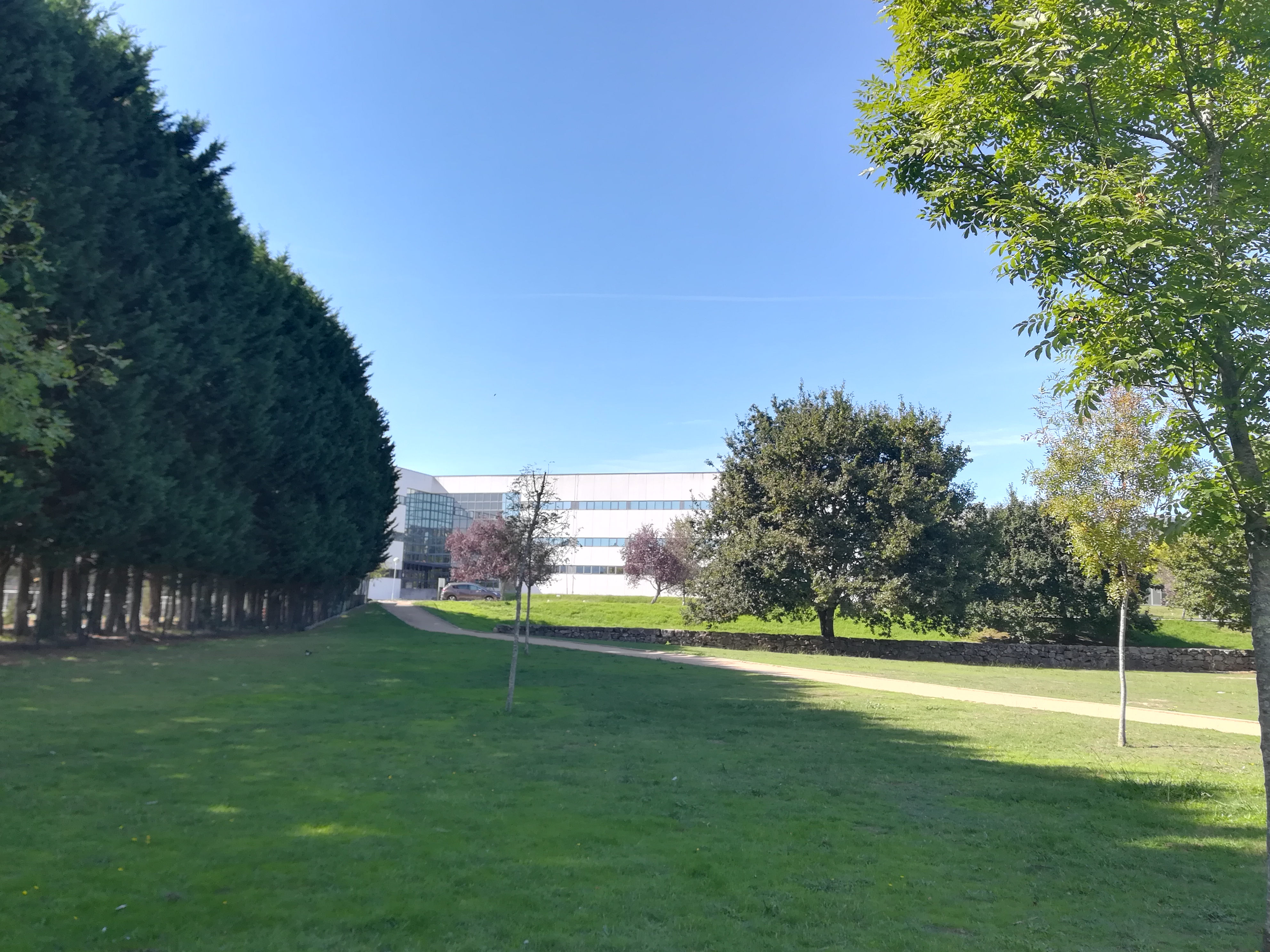
La faculté très proche du parc Île des Sculptures.

## Activités
La faculté a conclu des accords avec divers centres privés et avec le service de santé galicien pour le stage clinique. Elle a également passé des accords avec plusieurs pays européens pour accueillir des étudiants Erasmus, ainsi qu'avec 6 universités espagnoles et des accords spécifiques avec des universités latino-américaines.

## Culture
Le saint patron de la faculté est Saint Achille et la faculté célèbre sa fête en avril.

## Étudiants célèbres
- Teresa Portela Rivas[11]
- Susana Rodríguez Gacio[12],[11]

## Galerie

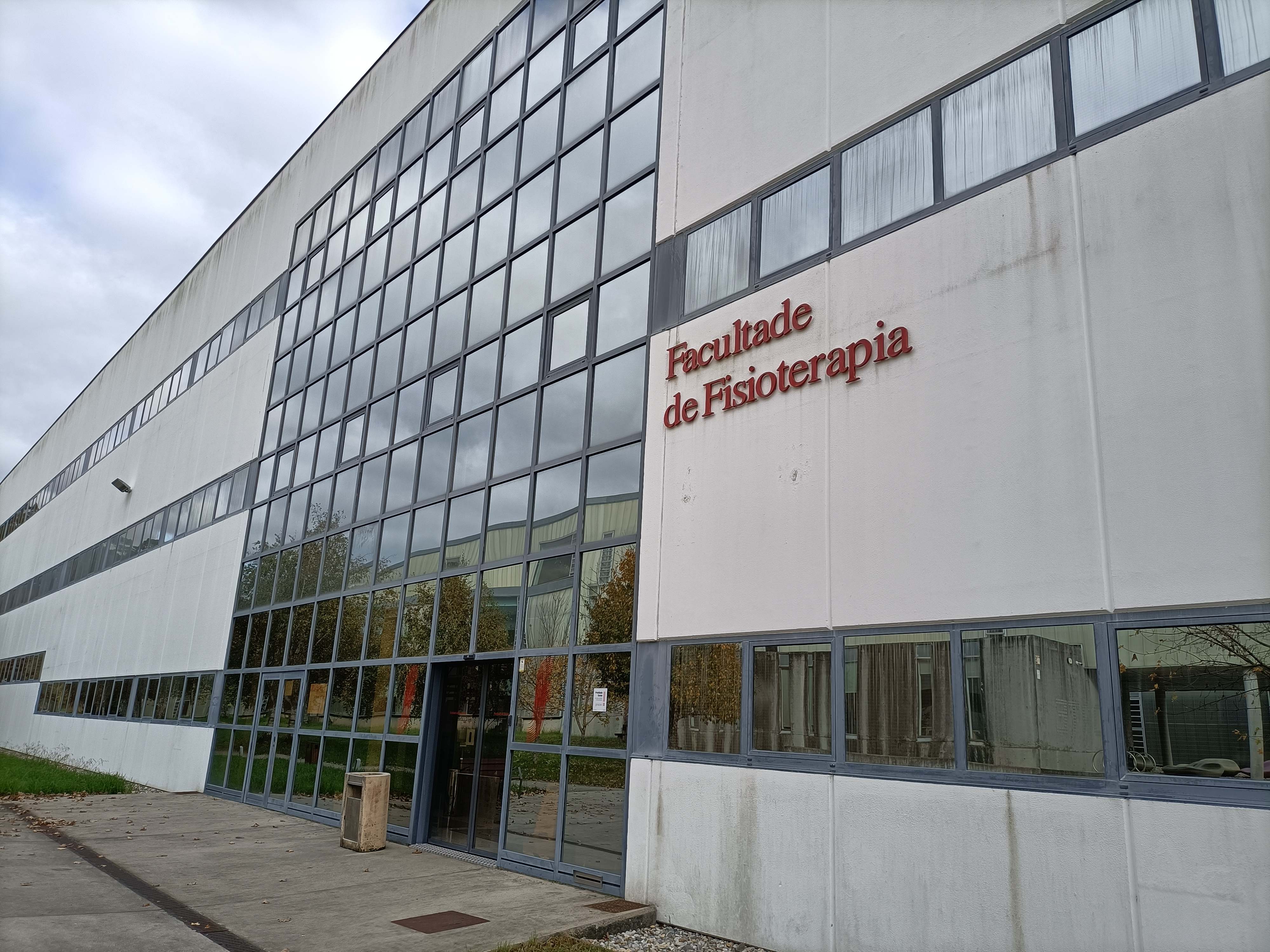
Entrée de la faculté
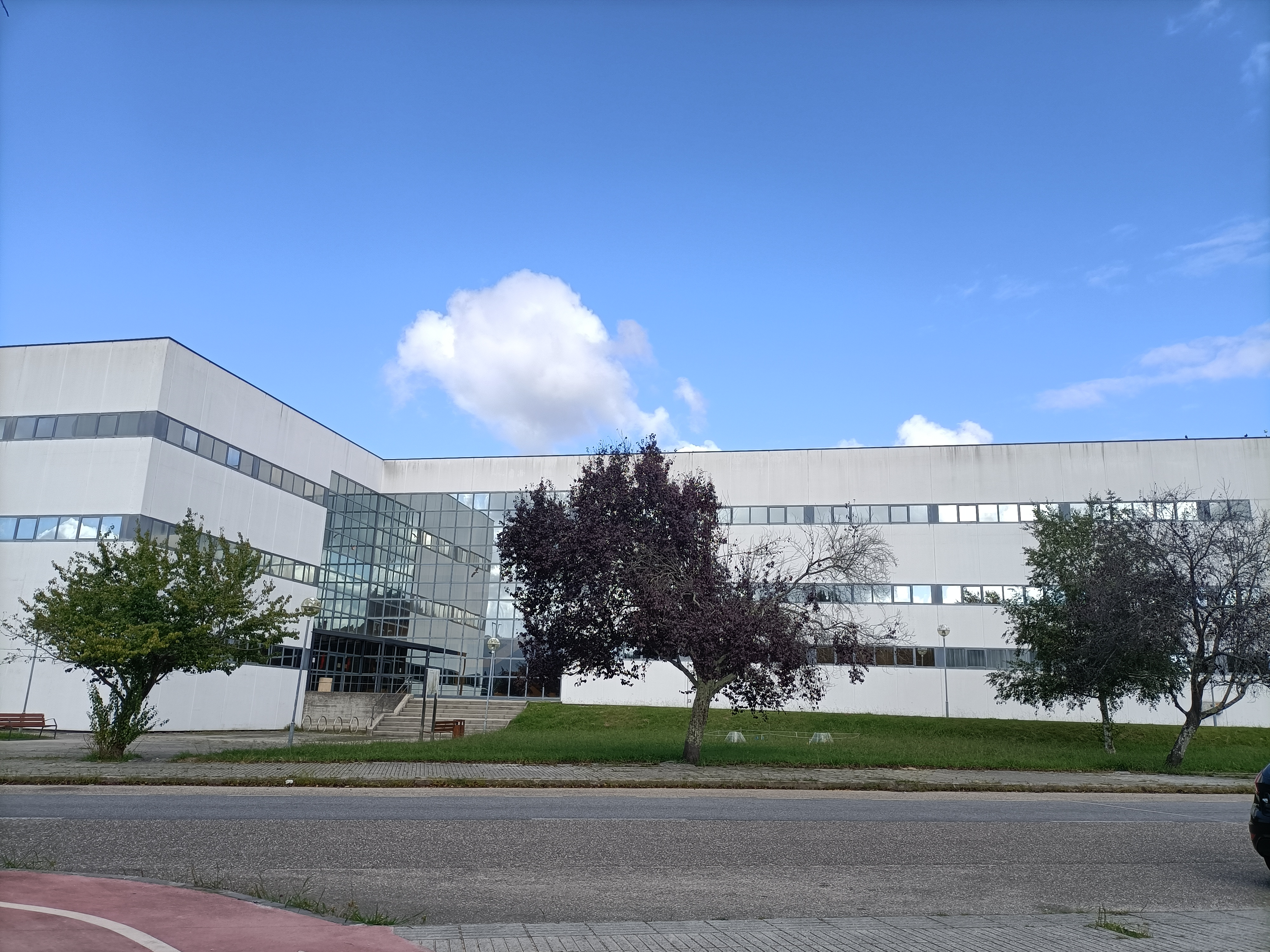
Façade est
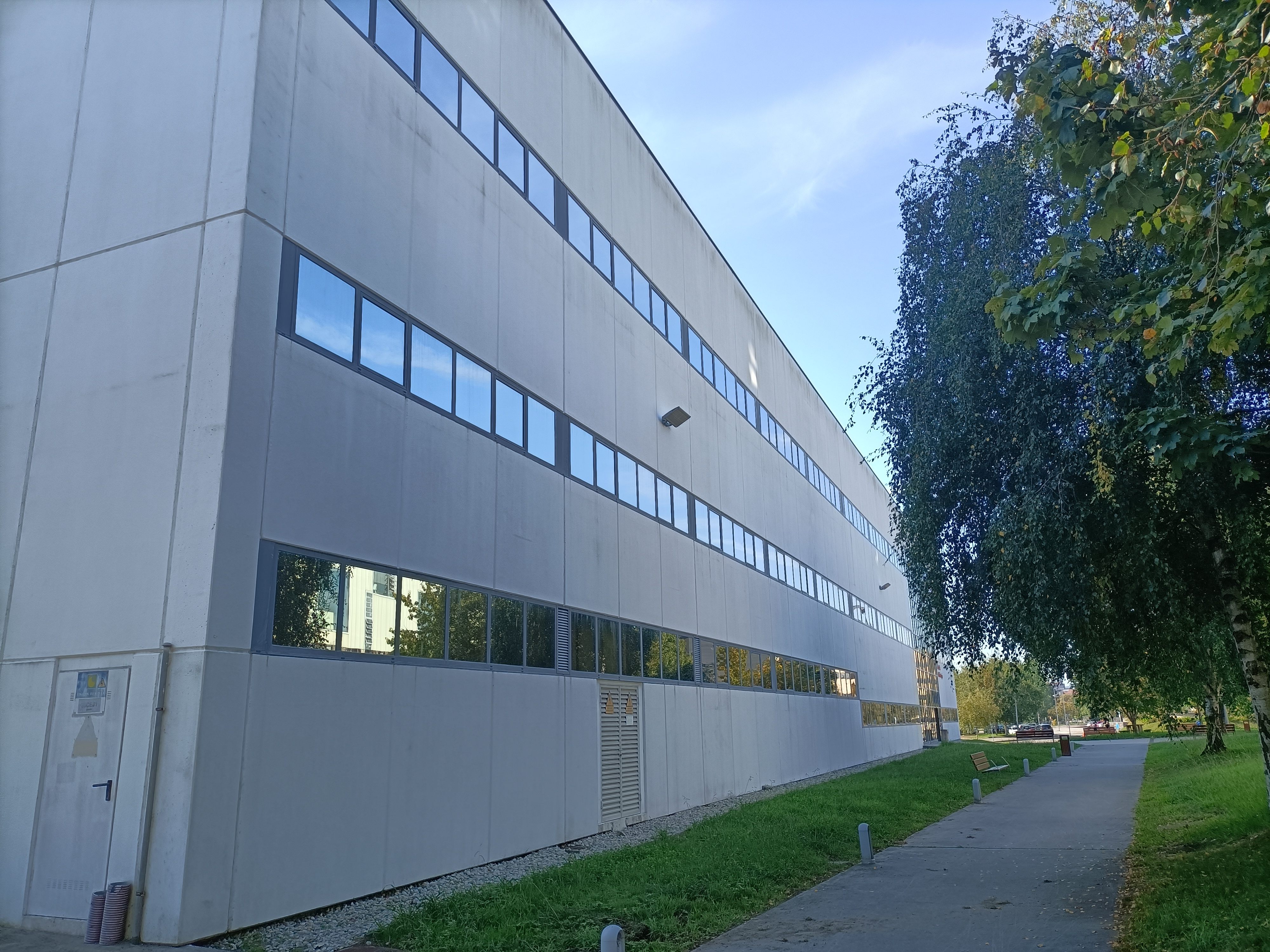
Façade nord-ouest
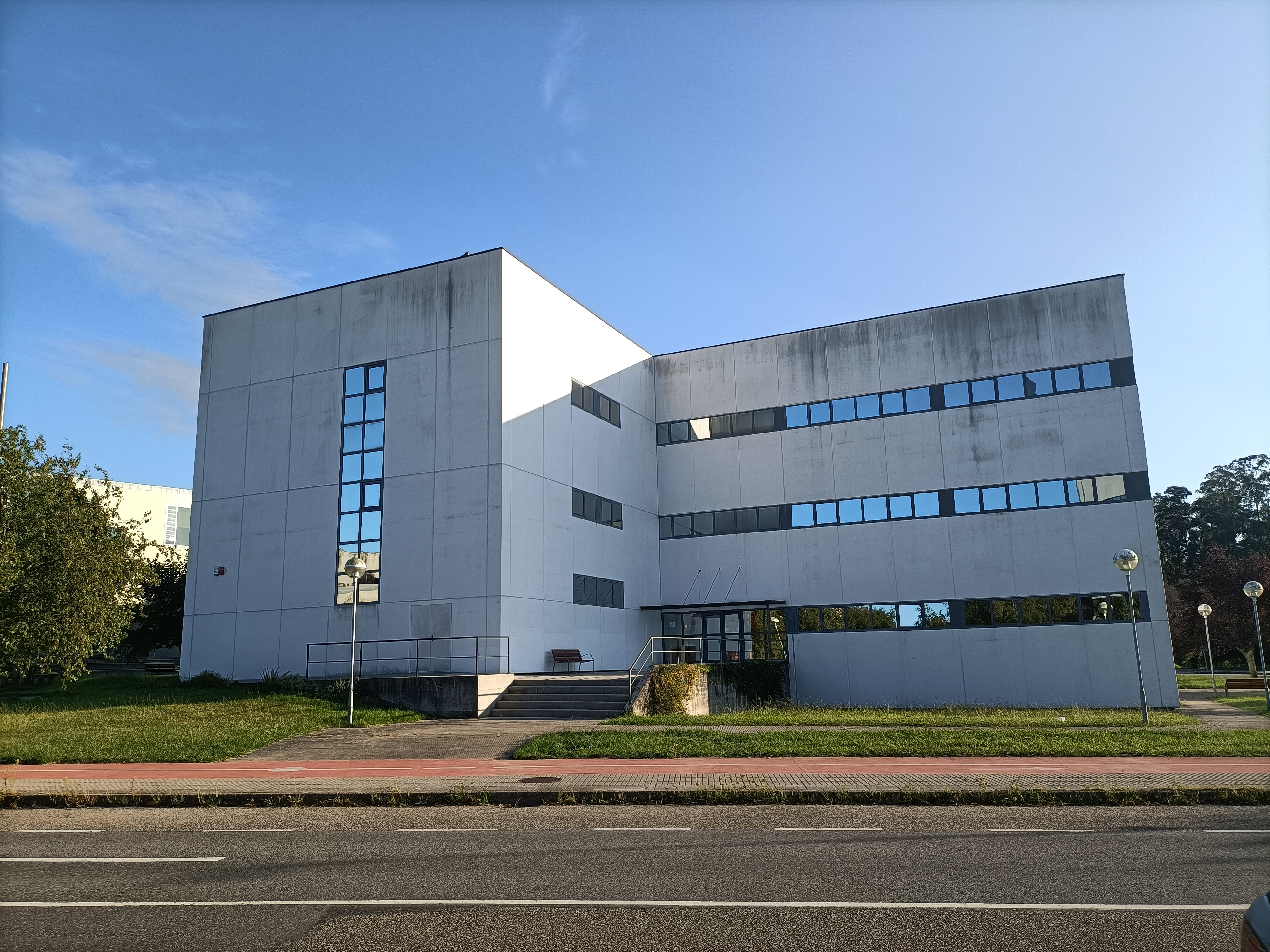
Façade latérale sud-ouest
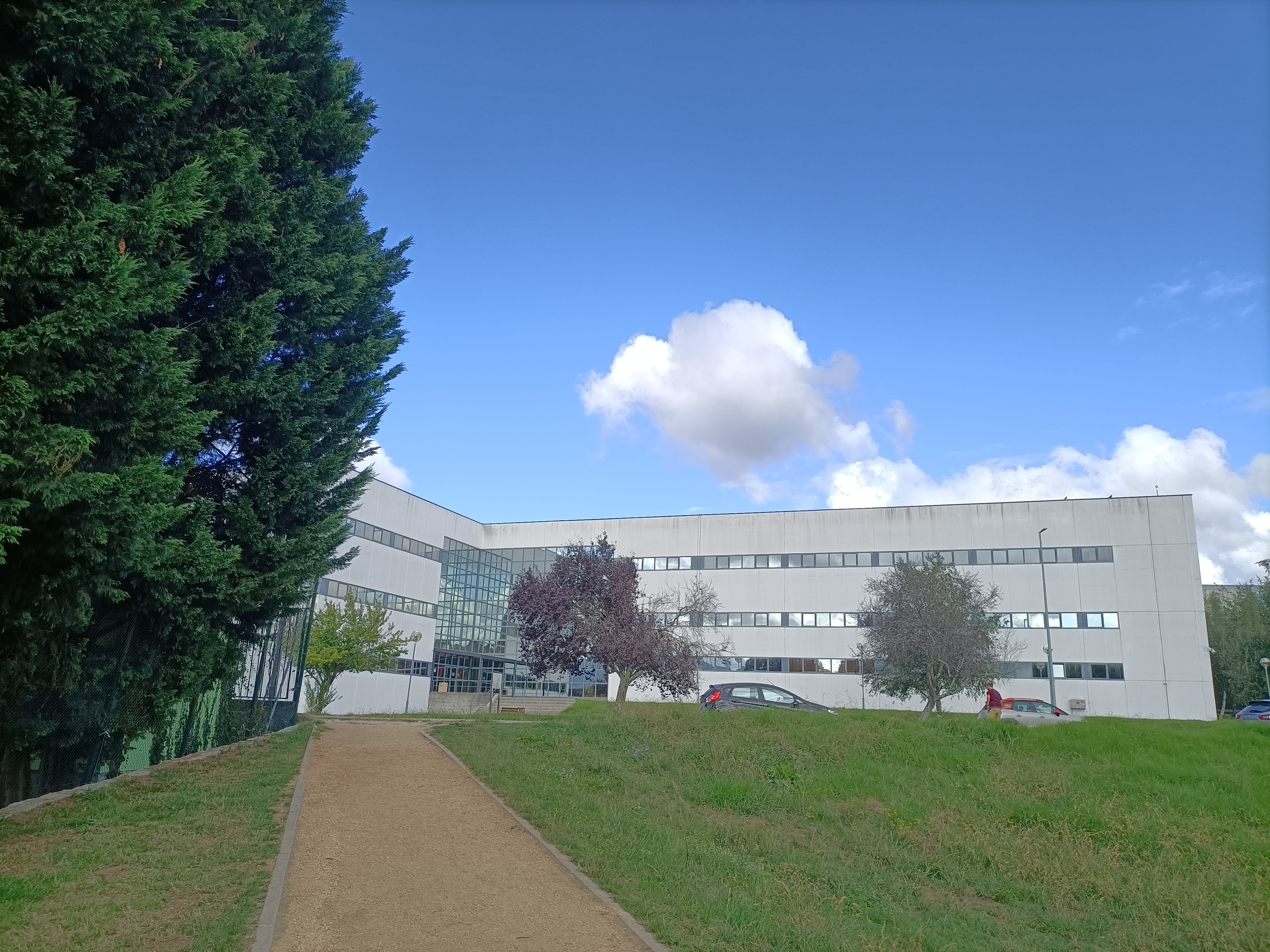
Façade depuis le parc de la Famille